# Adri Duivesteijn
Adrianus Theodorus (Adri) Duivesteijn (Den Haag, 27 augustus 1950 – aldaar, 17 maart 2023) was een Nederlands politicus. Hij was namens de Partij van de Arbeid lid van de Eerste Kamer, Tweede Kamer en wethouder in Den Haag en Almere.

## Loopbaan

### Opleiding en start loopbaan
Duivesteijn volgde een opleiding aan de Katholieke Sociale Academie in Den Haag en studeerde twee jaar andragologie aan de Universiteit van Amsterdam. Daarna voltooide hij de VO-opleiding IVABO, een instituut voor Voortgezet Agogisch Beroepsonderwijs. Hij werkte vijf jaar als docent bij de SOSA (Stichting Haarlem) te Rotterdam.

### Wethouder in Den Haag

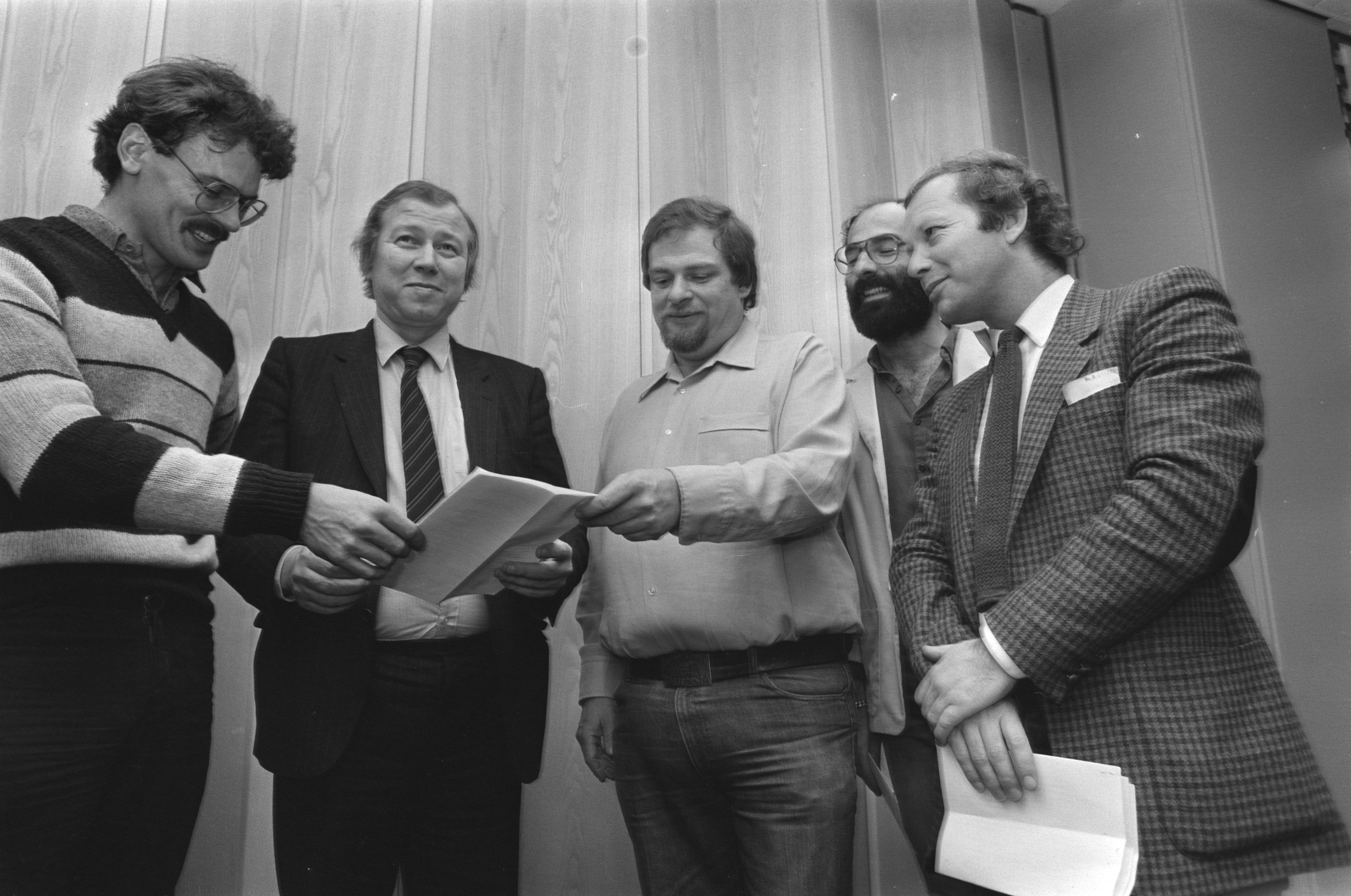
Duivesteijn (links) biedt met collega-wethouders minister van Dam een nota aan over volkshuisvesting (1981)

Vanaf 1975 was hij lid van de gemeenteraad van Den Haag. In 1980 werd hij in die stad wethouder voor ruimtelijke ordening en stadsvernieuwing. Hij was onder andere verantwoordelijk voor de stadsvernieuwing in de Haagse Schilderswijk (waarin hij was opgegroeid) en was initiator van de bouw van het Haagse stadhuis van de Amerikaanse architect Richard Meier.
Duivesteijn maakte deel uit van het roemruchte 'Linkse College' (van PvdA, D66 en Links Den Haag) dat vanaf zijn aantreden in 1986 extra vaart zette met het ontwikkelen van belangrijke (bouw)projecten in Den Haag onder de slogan De verbeelding aan de macht.
Uit onvrede met de sociale en architectonische kwaliteit van de stadsvernieuwing nam hij het initiatief voor de campagne 'Stadsvernieuwing als kulturele aktiviteit', waarmee hij zowel een architectonische als sociale vernieuwing van stadsvernieuwingswijken wilde bereiken. Met deze campagne nam Duivesteijn afstand van het 'productiedenken' dat de stadsvernieuwing in Nederland was gaan beheersen. Van Duijvesteijn als verantwoordelijk wethouder kreeg de architect Jo Coenen de opdracht voor de herontwikkeling van de Vaillantlaan, met een belangrijk ruimer budget dan voor stadsvernieuwing toen gebruikelijk was. Tevens stelde hij spaanse architect Ricardo Bofill aan voor de herontwikkeling van de oude stadhuiskavel op het Alexanderveld. Op mede-initiatief van Duijvestein verrees aan de Hobbemastraat het Volksbuurtmuseum. Op 17 maart 1987 ontving Duivesteijn voor zijn initiatieven in de Haagse stadsvernieuwing de Dr. H.P. Berlageprijs.
In 1989 presenteerde Duijvestein als wethouder Ruimtelijke Ordening het plan De Kern Gezond, met als doel eenheid te brengen in de openbare ruimte van het Haagse centrum. Het plan omvatte een huisstijl voor het ontwerp van toekomstige nieuwe bestratingen, straatmeubilair en dergelijke.
In januari 1989 ontsnapte Duivesteijn aan een aanslag, gepleegd via een op zijn kantoor afgegeven tafellamp, waarin in de voet een explosief was verborgen. De bom, die door een mechanisch mankement niet afging, kon echter onschadelijk worden gemaakt. De dader bleek de Scheveningse crimineel Eef Hoos, die hiervoor tot een vrijheidsstraf werd veroordeeld.
Later dat jaar trad hij, op verzoek van de Haagse afdeling van de PvdA, af na een conflict met mede-wethouder Gerard van Otterloo over de inschatting van de risico's van de voorgestelde financiering van het nieuwe stadhuis. Ook Van Otterloo trad af. Naar aanleiding hiervan schreef Duivesteijn in 1994 samen met Fred Feddes het boek "Het Haagse stadhuis, bouwen in een slangenkuil".

### Lid Tweede Kamer
Duivesteijn werd in 1989 de eerste directeur van het Nederlands Architectuurinstituut in Rotterdam. Bij de Tweede Kamerverkiezingen 1994 werd hij gekozen in het parlement. Hij hield zich in de Kamer bezig met volkshuisvesting en ruimtelijke ordening. Duivesteijn diende verschillende initiatiefvoorstellen in op het gebied van huren en wonen. Hij zat namens de PvdA in de parlementaire enquêtecommissie Bouwnijverheid (2002-2003). Van 2003 tot 2005 was hij voorzitter van de Tijdelijke Commissie Infrastructuur (TCI) die onderzoek deed naar de budgetoverschrijdingen bij grote projecten als de Betuweroute en de HSL. Zijn rapport daarover was buitengewoon kritisch. Van 1998 tot 2006 was hij lid van de Raad van Europa en de WEU.

### Wethouder in Almere
In april 2006 werd Duivesteijn gevraagd om wethouder te worden in Almere, en verliet hij de Kamer. Als wethouder was hij verantwoordelijk voor Ruimtelijke Ordening en Wonen. Hij deed zijn werk in Almere naar eigen zeggen als buitenstaander, wat onder meer inhield dat hij in Den Haag bleef wonen. Op 31 januari 2008 schortte Duivesteijn zijn werkzaamheden op nadat een groep anonieme ambtenaren hem via een brief aan de gemeentesecretaris ervan had beschuldigd gemeenschapsgeld te gebruiken voor privéreizen in dienstauto's en taxi's. Nadat de gemeenteraad twee dagen later het vertrouwen in Duivesteijn uitsprak, ging hij weer aan het werk.
Op 9 april 2008 presenteerde Duivesteijn samen met minister Jacqueline Cramer een plan voor een duurzame groei van Almere, de zogeheten Almere Principles. Op 17 oktober 2008 ontving hij uit handen van de Rotterdamse burgemeester Ivo Opstelten de Rotterdam-Maaskantprijs voor zijn bijdrage aan het ontwikkelen van ideeën over architectuur. Als verantwoordelijk wethouder bood Duivesteijn op 28 juli 2009 aan de minister van Volkshuisvesting, Ruimtelijke Ordening en Milieu Jacqueline Cramer en de minister van Verkeer en Waterstaat Camiel Eurlings de concept-Structuurvisie Almere 2.0 en de Ontwerpcasus Almere IJland aan. Beide plannen waren een uitwerking van het voornemen van het toenmalige kabinet om Almere in 2030 te laten groeien met 60.000 woningen en 100.000 arbeidsplaatsen.
Duivesteijn was mede-verantwoordelijk voor het binnenhalen van de Floriade 2022 en voor de ontwikkeling van Oosterwold.

### Lid Eerste Kamer
Op 1 februari 2013 volgde hij Han Noten op als lid van de Eerste Kamer der Staten-Generaal. Kort daarna, op 21 maart 2013, stopte hij als wethouder in Almere. In een schrijven aan de Almeerse gemeenteraad en burgemeester liet hij in oktober weten dat de reden daarvoor niet alleen het senatorschap was, maar ook een ernstige ziekte waarvoor hij sinds september 2006 werd behandeld.
In de avond van 17 december 2013 werd er een debat gevoerd over de verhuurdersheffing van minister Stef Blok rondom het woonakkoord van het kabinet-Rutte II waarin Duivesteijn een sleutelrol vervulde voor een meerderheid in de Senaat voor de bezuiniging van 1,7 miljard euro. Uiteindelijk stemde Duivesteijn in met het akkoord.
Op 16 december 2014 stemde hij samen met collega PvdA-senatoren Marijke Linthorst en Guusje ter Horst tegen een voorstel van minister van Volksgezondheid Edith Schippers om de vrije artsenkeuze (artikel 13) uit de Zorgverzekeringswet te schrappen, waardoor de verplichting om door niet-gecontracteerde aanbieders verleende zorg (gedeeltelijk) te vergoeden zou komen te vervallen. Hij zei het belang van vrije artsenkeuze aan den lijve ervaren te hebben. Er dreigde een kabinetscrisis in het kabinet-Rutte II.

### Latere jaren
Duivesteijn overleed op 72-jarige leeftijd aan de gevolgen van prostaatkanker, waaraan hij al langdurig leed.

## Controversiële stijl
Duivesteijn werd in brede kring als een gedreven en deskundige politicus beschouwd. Hij beschikte over de geslepenheid om zijn plannen op de agenda te krijgen, maar hij was mede daardoor ook een politicus met vijanden. Zijn empathisch vermogen was niet bijster goed ontwikkeld, aldus oud-collega's. Duivesteijn wist in Den Haag de stadsvernieuwing op gang te brengen, maar met zijn compromisloze stijl dreef hij politici en ambtenaren ook tot wanhoop. Hij trok zich vaak niets aan van de regels. Een voorbeeld daarvan is de woontoren Witte Anna. In 1987 beloofde Duivesteijn - op eigen houtje en zonder enig vooroverleg met de gemeenteraad - 1,2 miljoen gulden uit het stadsvernieuwingsfonds aan de aannemer om op de top van de flat een restaurant te bouwen. Toen dit uitkwam ontstond een enorme rel (maar de gemeenteraad ging toch - zij het knarsetandend - akkoord, omdat het kwaad reeds was geschied). En - zoals hierboven reeds genoemd - in 1989 moest Duivesteijn opstappen in Den Haag na een hooglopende ruzie met collega-PvdA-wethouder over het nieuw te bouwen stadhuis. Het stadhuis is er toch gekomen, hetgeen mede geleid heeft tot zijn benoeming tot ereburger van Den Haag.

## Verkiezingsuitslagen
| Verkiezing                                 | Partij               | Kandidaatnummer | Aantal Stemmen |
| ------------------------------------------ | -------------------- | --------------- | -------------- |
| Tweede Kamerverkiezingen 1994              | Partij van de Arbeid | 18              | 866            |
| Tweede Kamerverkiezingen 1998              | Partij van de Arbeid | 26              | 599            |
| Tweede Kamerverkiezingen 2002              | Partij van de Arbeid | 11              | 2.019          |
| Tweede Kamerverkiezingen 2003              | Partij van de Arbeid | 11              | 2.975          |
| Eerste Kamerverkiezingen 2011              |                      |                 |                |
| Gemeenteraadsverkiezingen 2022 in Den Haag | Partij van de Arbeid | 45              |                |

- Bibliothèque nationale de France: cb134891429 (data)
- Gemeinsame Normdatei: 172909864
- International Standard Name Identifier: 0000 0000 6654 7069
- Library of Congress Control Number: n95099733
- Nationale Bibliotheek van Israël: 987007359893205171
- Nederlandse Thesaurus van Auteursnamen: 07273454X
- Parlement.com: vg09lll7zq00
- Système universitaire de documentation: 035794259
- Virtual International Authority File: 54299909
- WorldCat: E39PBJgt46xfgGYYHmhXVr3G73